# Abancay (província)
Abancay é uma província do Peru localizada na região de Apurímac. Sua capital é a cidade de Abancay.

## Distritos da província
- Abancay
- Chacoche
- Circa
- Curahuasi
- Huanipaca
- Lambrama
- Pichirhua
- San Pedro De Cachora
- Tamburco